# ناامیدانه در جستجوی سوزان
ناامیدانه در جستجوی سوزان (به انگلیسی: Desperately Seeking Susan) فیلمی محصول سال ۱۹۸۵ و به کارگردانی سوزان سایدلمن است. در این فیلم بازیگرانی همچون رزانا آرکت، آیدان کوئین، مدونا، رابرت جوی، لاری میت کالف، آنا تامسون، ویل پاتون، استیون رایت، جان تورتورو، جانکارلو اسپوزیتو، ریچارد هل، آنی گلدن، ریچارد ادسون، آنا مگنوسون، ویکتور آرگو، کیم چان، مایکل بادالوکو ایفای نقش کرده‌اند.